# 墨攻
《墨攻》（日语：墨攻）是以戰國時代的中国為舞台，由酒見賢一撰寫的歷史小説。本作也有森秀樹改編的漫画版，及由中日韓合作改編的電影。標題「墨攻」，是酒見將「墨守」的「守」轉義為「攻」的創作。

## 故事大綱
過去倡導兼愛・非攻等思想，由墨子組織的墨家，自第3代領導人鉅子・田襄子開始逐漸腐敗，並與權勢勾結。
即使如此，貫徹原先墨子思想的革離因為趙軍侵略趙、燕兩國之間的小国梁城，受到城主・梁溪委託，因此違反田鉅子的命令而隻身潛入梁城，並決意要從趙軍手下守住梁城。
在未得到墨家的協助下，革離一個人集合梁城城民，與他們一同對抗巷淹中将軍率領的趙軍。

## 主要登場人物
革離（かくり）
本作主角及墨者。看穿田襄子擁有極大的野心，因此違背遠離墨子教導的墨家集團的命令，單身前往梁城協助他們守衛。原本的墨子集團有不同隊伍各自負責專門的工作來進行守城。但是違反命令而前往梁城的革離，要求必須要全部聽從他一個人的指揮以求守下城池。面對軍勢大於己方數倍之多的趙國大軍的攻擊，不眠不休率領4500名平民組成的部隊，並指揮他們對抗穴攻戰術，破壞大型破城兵器，最後在看到能夠守下城池的契機時，一隻從令人意想不到的地方射過來的飛箭卻決定了他的命運。
小説中像革離這樣的人，在墨家中並不稀奇。漫画版中則變成是位能與墨家對抗並為人恐懼的人物，而且還與日本的歷史有部分關係。
薛併（せつへい）
墨者。負責墨家的政治活動，是田襄子的親信。鼓吹田襄子協助秦的軍事，是造成墨家本質改變的元兇。看不起像革離這樣不懂變通的戰鬥專家，革離也將他視為是儒者的小人而厭惡他。小説中是個很輕易被殺的小惡人，漫画版中則變成實質上支配墨家的大惡徒。
巷淹中（こうえんちゅう）
趙國將軍。字伯魯。是個身經百戰且勇猛果敢的武將，負責侵略梁城。本來以攻城高手而出名，對於墨家的守城術讚賞有佳。對於守城者有相當高的評價而不斷施展他的攻城術，直到出盡招術前都能看到他想攻下城池的欲望。
梁適（りょうてき）
梁城城主梁渓之子。看不起懶惰且好色的父親。雖然展露出年輕霸氣的一面，但反過來說也因為不知世事，因此認為能以自己的本事擊退趙國大軍。因此對於隨意呼喚他的家臣，並輕易抓住居民的心的墨者革離暗藏有厭惡感和警戒心。漫画版中在梁城攻防戰之中，以下任城主的身分而有極大的成長。
梁渓（りょうけい）
梁城城主。梁適之父。為了守城，在革離的逼迫下而交出實權。在戰爭中仍好女色並以逃命為先，讓兒子梁適在心中也看不起他。

## 書籍
- 墨攻 （新潮社，1991年3月發行）　
  - 1992年 歿後五十年獲得中島敦記念賞[1]
- 墨攻 （新潮文庫，1994年6月發行）

## 改編漫画
作画為森秀樹，劇本為久保田千太郎。於1992年到1996年，在〈Big Comic〉（小学館）雜誌上連載。與原作是以戰國時代初期為舞台不同，是以秦國即將統一天下的戰國時代末期，以及秦代初期為舞台（梁城並非獨立國，只是燕国的一城）。另外原作以梁城遭攻陷作結（但有以原作結尾中寫到的墨家命運為題材，擴充其內容），之後加入原創劇情《鼠篇》、《邯鄲篇》繼續連載。
第40回（平成6年度）獲得小学館漫画賞。

### 漫画版故事大綱
（梁城編以後）成功守下梁城的革離，即使梁適及城民們都歡迎他住下來，但他仍離去。他要對決的是協助秦國而事實由上薛併率領的墨家。在雲荊、蘭鑄、娘等人的協助下，讓他為了守護在梁城攻防戰時的敵人‧趙國的邯鄲而戰，但仍敗給墨家「虫部隊」。即使如此仍與墨家敵對的革離，因此展開他最後的行動。

### 出版書籍
- 單行本 （全11卷・小学館Big Comic）

| 集數 | 小學館         | 小學館             | 東立出版社     | 東立出版社         |
| 集數 | 發售日期       | ISBN               | 發售日期       | ISBN               |
| ---- | -------------- | ------------------ | -------------- | ------------------ |
| 1    | 1992年9月30日  | ISBN 4-09-183041-2 | 2006年8月23日  | ISBN 986-11-8893-2 |
| 2    | 1993年1月30日  | ISBN 4-09-183042-0 | 2006年8月23日  | ISBN 986-11-8894-0 |
| 3    | 1993年7月30日  | ISBN 4-09-183043-9 | 2006年9月27日  | ISBN 986-11-8895-9 |
| 4    | 1993年11月30日 | ISBN 4-09-183044-7 | 2006年9月27日  | ISBN 986-11-8896-7 |
| 5    | 1994年8月30日  | ISBN 4-09-183045-5 | 2006年11月3日  | ISBN 986-11-8897-5 |
| 6    | 1994年11月30日 | ISBN 4-09-183046-3 | 2006年11月6日  | ISBN 986-11-8898-3 |
| 7    | 1995年3月30日  | ISBN 4-09-183047-1 | 2006年11月6日  | ISBN 986-11-8899-1 |
| 8    | 1995年8月30日  | ISBN 4-09-183048-X | 2006年11月21日 | ISBN 986-11-8900-9 |
| 9    | 1996年2月29日  | ISBN 4-09-183049-8 | 2006年11月21日 | ISBN 986-11-8901-7 |
| 10   | 1996年7月30日  | ISBN 4-09-183050-1 | 2006年12月1日  | ISBN 986-11-8902-5 |
| 11   | 1996年9月30日  | ISBN 4-09-183236-9 | 2006年12月1日  | ISBN 986-11-8903-3 |

- 文庫版 （全8卷・小学館文庫）

| 集數 | 小学館         | 小学館             |
| 集數 | 發售日期       | ISBN               |
| ---- | -------------- | ------------------ |
| 1    | 1999年5月15日  | ISBN 4-09-192371-2 |
| 2    | 1999年6月16日  | ISBN 4-09-192372-0 |
| 3    | 1999年7月16日  | ISBN 4-09-192373-9 |
| 4    | 1999年8月7日   | ISBN 4-09-192374-7 |
| 5    | 1999年9月16日  | ISBN 4-09-192375-5 |
| 6    | 1999年10月16日 | ISBN 4-09-192376-3 |
| 7    | 1999年11月16日 | ISBN 4-09-192377-1 |
| 8    | 1999年12月16日 | ISBN 4-09-192378-X |

### 漫画版登場人物
梁城編中的登場人物只有梁魁。其他人則是繼梁城編後登場。
梁魁（りょうかい）
梁渓長男與梁適之兄。個性豪放磊落，還會將變賣國寶用來賭博，看到自己國家發生大事而回來。是名精通孫子兵法的武人，與同門的食客一起回國，但這些客人除了歸國時就未再登場。教導如何戰鬥的梁魁以及教導不戰的革離，兩人間雖然勢如水火，但也因為認同革離的能力而擔任梁城的戰鬥隊長，另外也以一個士兵的身分而有極大的活躍表現。在潛入城中時遭到敵兵攻擊而身負重傷，並且要暗殺巷淹中而失敗後。因為不想讓城民知道自己的死亡，因此要求巷淹中在他死後將屍體丟入易水中，巷淹中同意他的要求並在殺死他後將屍體丟入易水裡。但他的屍體仍被梁國居民發現。
雲荊（うんけい）
20歳。協助革離進行治水工程，一名住在韓國及楚國国境的某村青年，因為認同革離的理念而與他一起行動。
蘭鑄（らんちゅう）
25歳。住在韓國小城的百姓。對秦軍進行游擊活動，與革離相遇後，與他一起行動。
娘（にゃん）
女間諜。由於與她一起潛入的姐姐不幸在他眼前遭到處刑而誓言要對秦國復仇，之後與革離一起行動，並逐漸愛上他。
司路（しろ）
墨者。革離的老朋友，負責墨家的農耕部門。為了進行農業研究而精通每種害虫的性質，並打造出軍事用的「虫部隊」，而因此與革離敵對。最終遭到肅清。
政（せい）
秦國之王。與墨家聯手企圖統一天下。遭到革離2次暗殺，第1次因為有替身而躲過，但最終仍被他所殺。之後秦國人扶持一位以前受革離等人所救，長相也與秦王相似的韓國人替身擔任秦王，以掩蓋他死亡的訊息。
王翦（おうせん）
秦國將軍。雖然能力不及墨者，但會派遣間諜進入邯鄲進行煽動工作而長於内應工作以及掌握內部狀況，為人好色，曾侵犯娘的姐姐後將他處刑，因此導致了娘對他的恨意而誓言要對他復仇，並在結尾時復仇成功。

## 備註
1. ↑  .   [2018-06-27]. （原始内容存档于2015-06-23）.